# Emmy Internacional 2006
A 34.ª cerimônia de entrega dos International Emmys (ou Emmy Internacional 2006), aconteceu em 20 de novembro de 2006 no Hilton Hotel em Nova York, Estados Unidos, e teve como mestre de cerimônia pelo terceiro ano seguido o comediante irlandês Graham Norton.

## Cerimônia
Os indicados para a 34ª edição do Emmy Internacional foram anunciados pela Academia Internacional das Artes e Ciências Televisivas em 9 de outubro de 2006, numa conferência de imprensa na MIPCOM em Cannes, França. Brasil e Alemanha lideraram a lista de indicações com cinco cada. O Reino Unido recebeu o maior número de nomeações, conseguindo emplacar 17 dos 36 programas selecionados em todas as 9 categorias. Seguido da China, França e Holanda. Os nomeados foram selecionados ao longo de seis meses, por uma banca composta de 500 juízes representando 35 países.
Do Brasil disputavam os prêmios a série de televisão Os Amadores como melhor comédia, Sinhá Moça e Mandrake como melhor série dramática, o reality show Big Brother Brasil 6 como programa sem script e Filhos do Carnaval como melhor telefilme ou minissérie.
Dos prêmios especiais, o diretor Steven Spielberg foi homenageado com o Prêmio dos Fundadores por sua carreira na televisão. O International Emmy Directorate Award, foi entregue à Ronald S. Lauder, fundador e diretor do CME (Central European Media Enterprises), por seu pioneirismo na transmissão televisiva independente na Europa Central e Leste Europeu.

## Vencedores
| Melhor Ator | Melhor Atriz |
| --- | --- |
| - Ray Winstone em Vincent - () (BBC) - Bernard Farcy em Le grand Charles - () (France 2) - Bernard Hill em A Very Social Secretary - () (Channel 4) - Lin Shen em Feng Qi's Confession - () (CCTV) | - Maryam Hassouni em Offers - () (VARA) - Heike Makatsch em Margarete Steiff - () (SWR/GmbH) - Lucy Cohu em The Queen's Sister - () (Channel 4) - Imelda Staunton em My Family and Other Animals - () (BBC) |
| Melhor Série Dramática | Melhor Filme para TV ou Minissérie |
| - Life on Mars - () (BBC) - Sinhá Moça - () (Rede Globo) - Mandrake - () (HBO Brasil) - Vincent - () (BBC)                                                                                         | - Nuit noire 17 octobre 1961 - () (Canal+) - Filhos do Carnaval - () (HBO Brasil) - Kronprinsessan - () (SVT) - Elizabeth I: A Rainha Virgem - () (BBC)                                                     |
| Melhor Programa Artístico | Melhor Série de Comédia |
| - Knowledge is the Beginning - () (ZDF) - John Peel's Record Box - () (Channel 4) - Soul Deep: The Story of Black Popular Music - () (BBC) - I Am Dali: Secrets of a Genius - () (NHK)             | - Little Britain - () (BBC) - The IT Crowd - () (Channel 4) - Os Amadores - () (Rede Globo) - Paare - () (Sony Pictures Television)                                                                         |
| Melhor Programa de Entretenimento sem Roteiro | Melhor Documentário |
| - Ramsay's Kitchen Nightmares - () (Channel 4) - Supernanny - () (Channel 4) - Big Brother Brasil 6 - () (Rede Globo) - The Strict School of the Fifties - () (ZDF)                                | - Hiroshima: BBC History of World War II - () (BBC) - 9/11: The Falling Man - () (Channel 4) - How Putin Came to Power - () (Arte) - The search for happiness - () (WDR)                                    |
| Melhor Programa infanto-juvenil | |
| - Sugar Rush - () (Channel 4) - Johnny and the Bomb - () (Childsplay Television) - Elias: The Little Rescue Boat - () (NRK) - Gutta Boys - () (NRK)                                                | |

## Múltiplas vitórias
Por país
| N.º de vitórias | País        |
| --------------- | ----------- |
| 6               | Reino Unido |